# Keisuke Hoshino
Keisuke Hoshino (星野 圭佑 Hoshino Keisuke?), född 21 augusti 1985 i Gunma prefektur, är en japansk före detta fotbollsspelare.
Hoshino började sin karriär 2008 i Mito HollyHock. 2011 flyttade han till Tochigi Uva FC. Efter Tochigi Uva FC spelade han för FK Liepāja och FK Auda. Han avslutade karriären 2016.